# Crisnée
Crisnée ist eine Gemeinde in der belgischen Provinz Lüttich. Sie besteht aus den Ortschaften Crisnée, Fize-le-Marsal, Kemexhe, Odeur und Thys.

## Weblinks

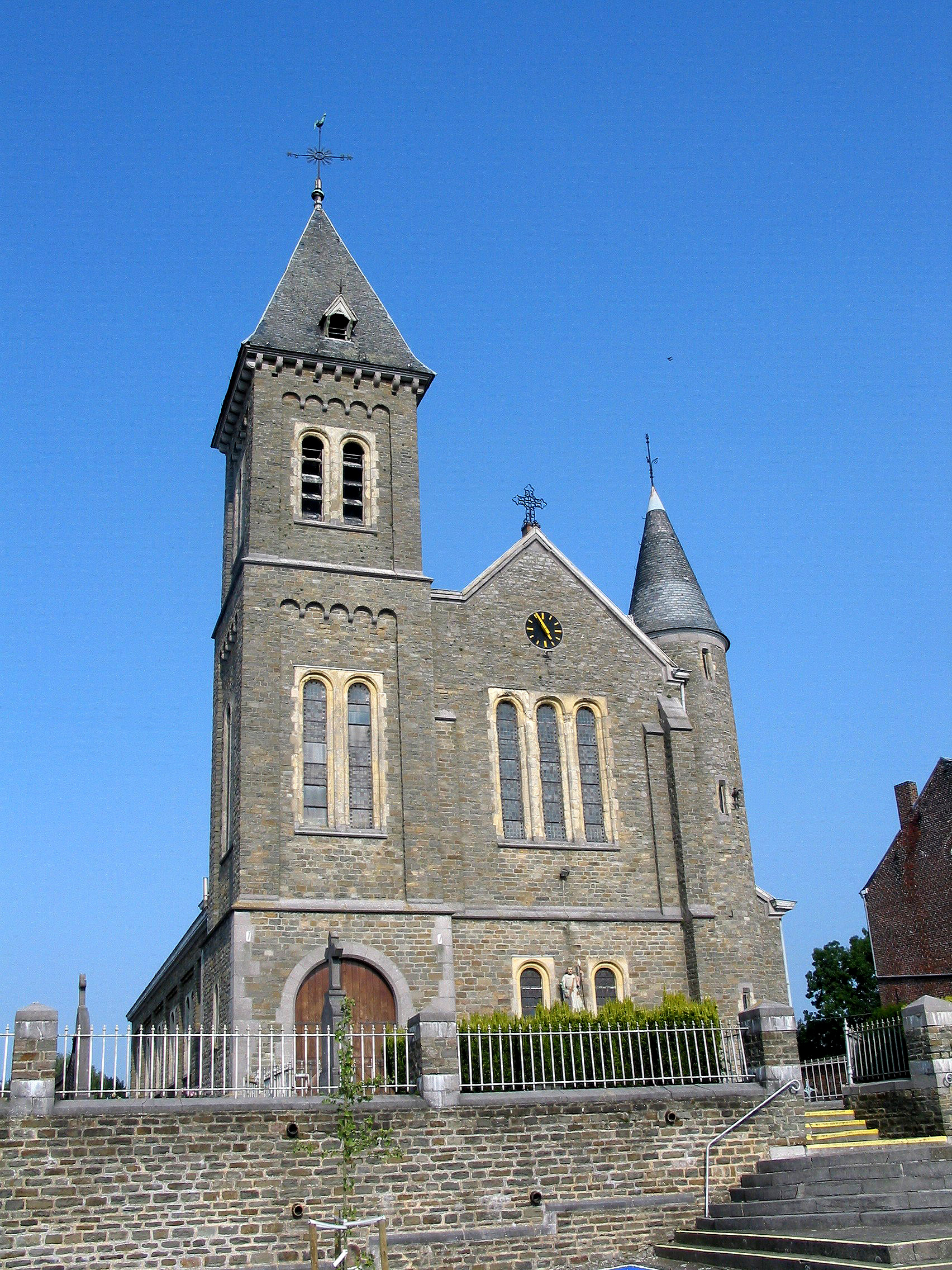
Kirche von Crisnée

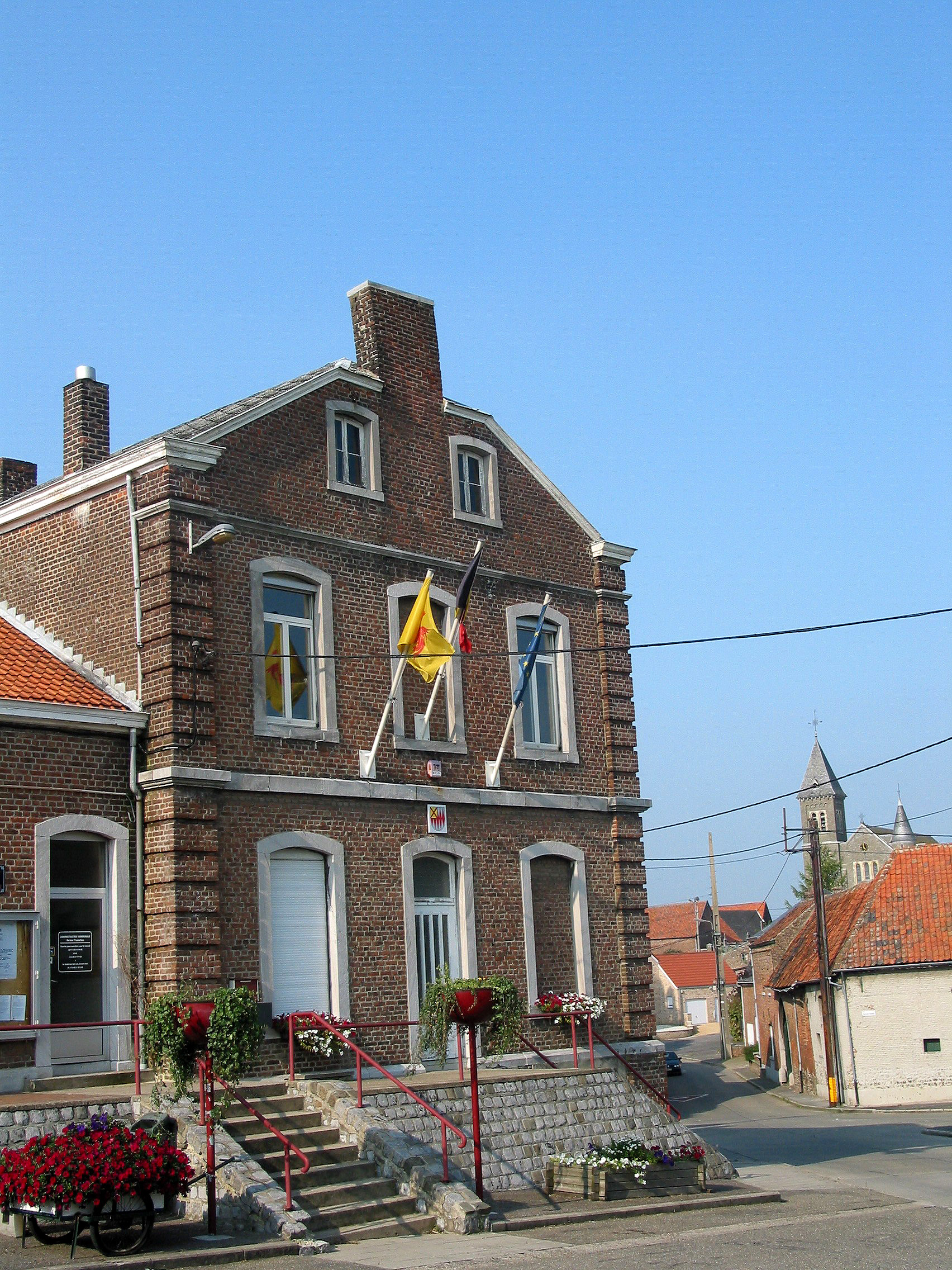
Rathaus von Crisnée